# Resolutie 1010 Veiligheidsraad Verenigde Naties
Resolutie 1010 van de Veiligheidsraad van de Verenigde Naties werd unaniem aangenomen op 10 augustus 1995.

## Achtergrond
In 1980 overleed de Joegoslavische leider Tito, die decennialang de bindende kracht was geweest tussen de zes deelstaten van het land. Na zijn dood kende het nationalisme een sterke opmars, en in 1991 verklaarden verschillende deelstaten zich onafhankelijk. Zo ook Bosnië en Herzegovina, waar in 1992 een burgeroorlog ontstond tussen de Bosniakken, Kroaten en Serviërs. 
Deze oorlog, waarbij etnische zuiveringen plaatsvonden, ging door totdat er in december 1995 uiteindelijk vrede werd gesloten.

## Inhoud

### Waarnemingen
De Veiligheidsraad was bezorgd dat de Bosnisch-Serven niet aan haar eisen voldeden. Zo was het onaanvaardbaar dat ze de veilige zones Srebrenica en Žepa schonden. Het conflict in ex-Joegoslavië moest opgelost worden en de nieuwe landen erin moesten elkaar daarom erkennen.
De Veiligheidsraad was erg bezorgd om schendingen van het internationaal humanitair recht en verdwenen burgers in Srebrenica. Ook de situatie van de bevolking in Žepa stemde hiertoe. De Bosnisch-Serven werden ook veroordeeld omdat ze het Rode Kruis niet zoals verplicht toegang gaven tot ontheemde personen.

### Handelingen
De Veiligheidsraad:
1. eist dat de Bosnisch-Serven onmiddellijk toegang geven tot ontheemden en gevangenen;
2. eist ook dat diens rechten en veiligheid worden gerespecteerd en gevangenen worden vrijgelaten;
3. herhaalt dat schenders van het humanitair recht hiervoor verantwoordelijk zullen worden gehouden;
4. vraagt de secretaris-generaal om uiterlijk op 1 september te rapporteren over de naleving van deze resolutie;
5. besluit om op de hoogte te blijven.

## Verwante resoluties
- Resolutie 1004 Veiligheidsraad Verenigde Naties
- Resolutie 1009 Veiligheidsraad Verenigde Naties
- Resolutie 1015 Veiligheidsraad Verenigde Naties
- Resolutie 1016 Veiligheidsraad Verenigde Naties

Lijst ·  970 ·  971 ·  972 ·  973 ·  974 ·  975 ·  976 ·  977 ·  978 ·  979 ·  980 ·  981 ·  982 ·  983 ·  984 ·  985 ·  986 ·  987 ·  988 ·  989 ·  990 ·  991 ·  992 ·  993 ·  994 ·  995 ·  996 ·  997 ·  998 ·  999 ·  1000 ·  1001 ·  1002 ·  1003 ·  1004 ·  1005 ·  1006 ·  1007 ·  1008 ·  1009 ·  1010 ·  1011 ·  1012 ·  1013 ·  1014 ·  1015 ·  1016 ·  1017 ·  1018 ·  1019 ·  1020 ·  1021 ·  1022 ·  1023 ·  1024 ·  1025 ·  1026 ·  1027 ·  1028 ·  1029 ·  1030 ·  1031 ·  1032 ·  1033 ·  1034 ·  1035